# اصابات غير متوافقة مع الحياة
يُستخدم مصطلح "الاصابات غير المتوافقة مع الحياة" في حالات الإصابة أو اضطرابات النمو التي تجعل الحياة مستحيلة.

## الإصابة والوفاة
مثل قطع الرأس أو التقطيع الجسيم. تشمل الظروف الأخرى التي تعتبر غير متوافقة بشكل واضح مع الحياة: اصابات استئصال نصف الجسم، والتحلل، والحرق، وتجمع السوائل، والتخشب الموتي؛ في هذه الظروف، قد يُسمح للمسعفين وغيرهم من العاملين الصحيين باعتبار الشخص ميتًا في غياب طبيب مختص.

## تشوه جنيني
التشوهات الجنينية الخطيرة تشمل الاضطرابات النمائية الشديدة التي لا يتم فيها تكوين الهياكل الأساسية أو الوظائف الحيوية الضرورية للحفاظ على الحياة؛ وقد تؤدي إلى الإجهاض التلقائي، أو ولادة جنين ميت، أو الوفاة في الفترة المحيطة بالولادة. أمثلة على الحالات التي عمومًا يُعتبر أنها غير متوافقة مع الحياة تشمل متلازمة بوتر وانعدام الدماغ. حيث يتم العثور على اضطرابات غير متوافقة مع الحياة قبل الولادة، قد يختار المرضى إجراء الإجهاض المتعمد.
تعريف الحالات التي لا تتوافق مع الحياة قد يتغير مع تقدم الطب، على سبيل المثال، حيث جعلت التقنيات الطبية من الممكن بقاء بعض الأشخاص المولودين ببعض الحالات المعتبرة عمومًا غير متوافقة مع الحياة مثل متلازمة بوتر. وقد حدثت حالات نادرة للغاية حيث تم البقاء على قيد الحياة لفترة قصيرة حتى الطفولة في حالات شديدة مثل انعدام الدماغ.

## اقرأ أيضًا
- ميت عند الوصول
- قائمة التشوهات الجنينية